# NGC 501
NGC 501 ist eine kompakte elliptische Galaxie vom Hubble-Typ E0 im Sternbild Fische auf der Ekliptik. Sie ist schätzungsweise 230 Millionen Lichtjahre von der Milchstraße entfernt und hat einen Durchmesser von etwa 35.000 Lj.
Im selben Himmelsareal befinden sich u. a. die Galaxien NGC 496, NGC 498, NGC 499, IC 1684.
Das Objekt wurde am 28. Oktober 1856 vom irischen Astronomen R. J. Mitchell, einem Assistenten von William Parsons, entdeckt.